# 客、贛、通泰方言源於南朝通語說
客、贛、通泰方言源於南朝通語說是語言學家魯國堯提出的一個語言學假設。該理論認為現今的客家話、贛語和江淮官話的通泰方言都是源自南北朝後期以建康話為標準的「南朝通語」。
魯國堯在肯定客語、贛語關係密切並且同源的基礎上，接而指出前二者與江淮官話的通泰片也屬同源。其理由是：
1. 三者都保留有入聲，且陽入調比陰入調的調值要高（南昌例外）。
2. 古漢語的全濁聲母，三者不論平仄一律讀為送氣清音。作者再聯繫史籍最後認為客、贛、通泰方言都是4世紀中原移民南下，其語言進逼吳、閩語的結果。